# Mahiljow voblast
Mahiljow voblast (hviderussisk: Магілёўская во́бласць, tr. Mahiljowskaja voblasts; russisk: Могилёвская область, tr. Mogiljovskaja oblast) er en af Hvideruslands seks voblaster. Voblastens administrative center er placeret i byen Mahiljow. Voblastens areal er 29.000 km² og har 1.076.400(2013) indbyggere. Mahiljow voblast ligger i det østlige Hviderusland med grænse til Rusland.
De største byer i voblasten er: Mahiljow (374.644), Babrujsk (218.271), Asipovitjy (35.400), Horki (32.777) og Krytjaw (26.531).
Både Mahiljow voblast og Homel voblast blev hårdt ramt Tjernobyl atomreaktorkatastrofen. Mahiljow voblast blev hovedsageligt ramt i de sydligste områder, især Krasnapolski og Tjerykawski rajoner blev alvorligt radioaktivt forurenet, mange beboere blev tvangsforflyttet til ikke forurenede områder.